# 36-й отдельный инженерный батальон
36-й отдельный инженерный батальон — воинское подразделение Вооружённых Сил СССР во время Великой Отечественной войны.

## История
Сформирован 14.06.1942 года в составе 7-й армии путём переформирования 1211-го отдельного сапёрного батальона.
В составе действующей армии с 14.06.1942 по 06.03.1943 года.
Действовал на Свирском оборонительном рубеже, вероятно формировался в связи с частным наступлением лета 1942 года в районе реки Свирь.
06.03.1943 переформирован в 193-й отдельный сапёрный батальон 29-го танкового корпуса

## Подчинение
| Дата       | Фронт (округ) | Армия               | Корпус | Дивизия | Бригада | Примечания |
| ---------- | ------------- | ------------------- | ------ | ------- | ------- | ---------- |
| 01.07.1942 | -             | 7-я отдельная армия | -      | -       | -       | -          |
| 01.08.1942 | -             | 7-я отдельная армия | -      | -       | -       | -          |
| 01.09.1942 | -             | 7-я отдельная армия | -      | -       | -       | -          |
| 01.10.1942 | -             | 7-я отдельная армия | -      | -       | -       | -          |
| 01.11.1942 | -             | 7-я отдельная армия | -      | -       | -       | -          |
| 01.12.1942 | -             | 7-я отдельная армия | -      | -       | -       | -          |
| 01.01.1943 | -             | 7-я отдельная армия | -      | -       | -       | -          |
| 01.02.1943 | -             | 7-я отдельная армия | -      | -       | -       | -          |

## Иные инженерные и сапёрные формирования с тем же номером
- 36-й отдельный сапёрный батальон 7-й стрелковой дивизии
- 36-й отдельный легкоинженерный батальон
- 36-й отдельный инженерно-сапёрный батальон 10-й инженерно-сапёрной бригады
- 36-й отдельный инженерно-сапёрный батальон 58-й инженерно-сапёрной бригады
- 36-й отдельный штурмовой инженерно-сапёрный батальон
- 36-й отдельный батальон собак-миноискателей и истребителей танков
- 36-й отдельный инженерный батальон миноискателей